# Онарыджи, Неджми
Неджми Онарыджи (тур. Necmi Onarıcı; 2 ноября 1925, Кадыкёй, Стамбул — 21 августа 1968, Чаталджа, Стамбул) — турецкий футболист, нападающий. Участник чемпионата мира-1954 в составе национальной сборной Турции.

## Карьера
Неджми Онарыджи является воспитанником клуба «Касымпаша». Сезон 1948/49 футболист провёл за «Фенербахче», но вскоре вернулся в родную команду. В 1952 году он перешёл в «Адалет», в 1955 году стал игроком «Вефы». Турецкий нападающий завершил карьеру в «Адалете» в 1959 году.
В 1954 году Сандро Пуппо включил Онарыджи в заявку сборной Турции на предстоящий чемпионат мира. На турнире в Швейцарии нападающий сыграл матч плей-офф против ФРГ (турки проиграли 7:2), который был проведён из-за равенства очков у этих команд в группе 2. Также по данным турецкой футбольной федерации Неджми участвовал во встрече с Южной Кореей, однако сайт ФИФА не подтверждает данную информацию.